# Свойсик, Антонин
Антонин Беньямин (Бенджамин) Свойсик (чеш. Antonín Benjamin Svojsík; 5 сентября 1876, Прага, Австро-Венгрия — 17 сентября 1938, Прага, Чехословакия) — чешский педагог, основатель «Юнака», скаутского движения в Чехии. Член Всемирного скаутского комитета.

## Биография

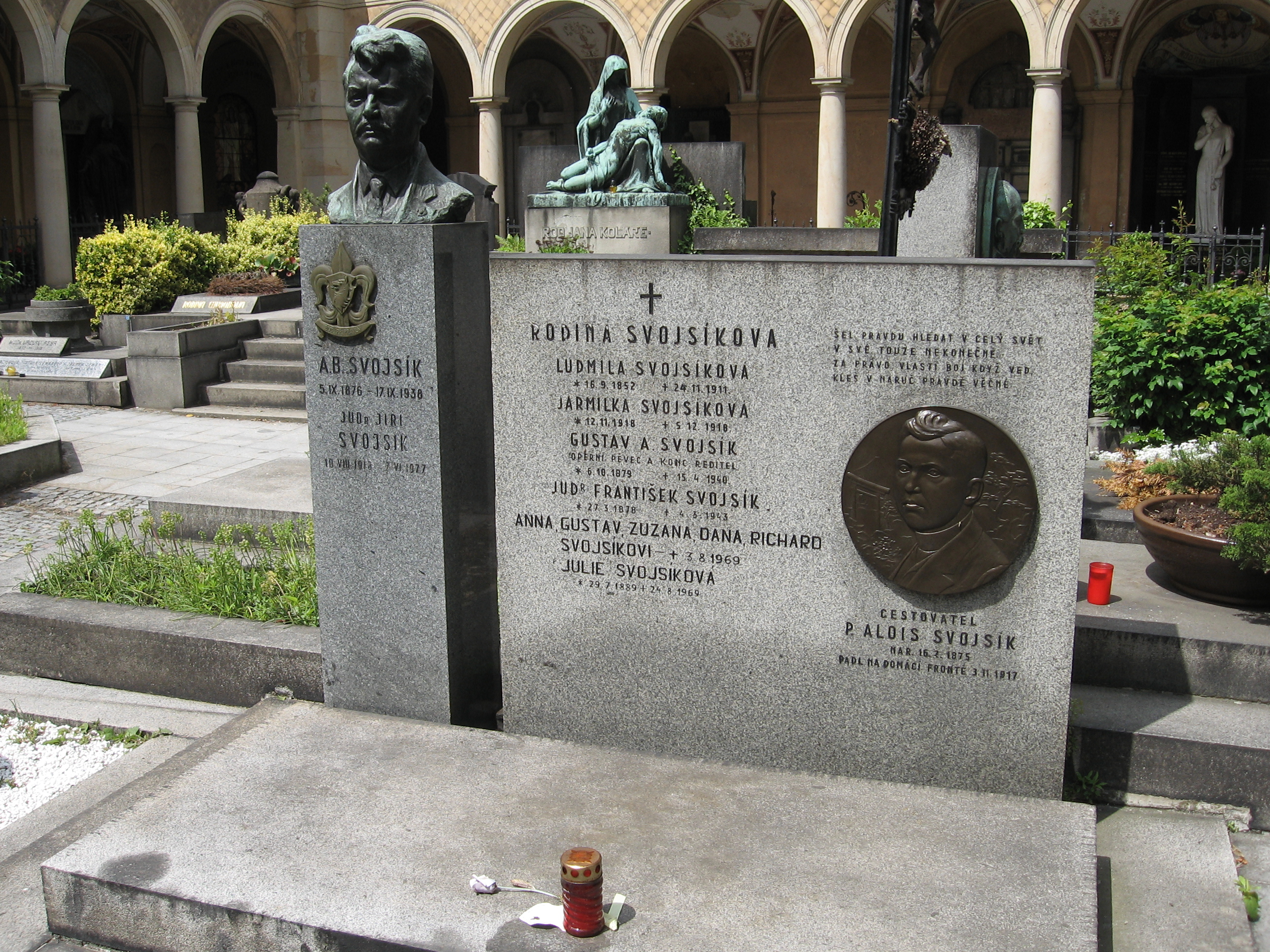
Памятник на могиле А. Свойсика на Вышеградском кладбище

В 1892—1896 обучался в Педагогическом институте Праги, который окончил с отличием. Преподавал физическое воспитание в средних школах.
Много путешествовал. Побывал в Моравии, словацких Татрах, Будапеште, спустился вниз по Дунаю через Моравию и Чешско-Моравскую возвышенность. Посетил Италию, Францию и Испанию до Алжира, Грецию, Палестину и Египет. Много раз был в Англии и Италии, побывал в Швеции, Дании, Нидерландах, Румынии, Польше и в последние годы в СССР.
Профессор Антонин Свойсик привёз идею скаутов в Чехию из Англии. В 1911 году профессор основал скаутский отдел в одной из пражских гимназий. Он сумел убедить общественность в том, что скауты — это полезная организация. Более того, Свойсик считал, что «скатутинг» представляет собой целую систему игрового воспитания детей.
С 1915 года редактировал журнал Skaut.
В июне 1919 А. Свойсик основал «Svaz junáků-skautů RČS» (Союз Юнаки-скауты Чешской республики) и возглавил его.
Со временем движение скаутов распространилось по всей Чехии. По его представлениям, люди должны научиться выживать в любых условиях, даже в дикой природе, — найти безопасное место для сна, приготовить себе еду, уметь развести огонь и ориентироваться в лесу. Философия этого движения основывается на личном переживании природы и даёт человеку понять, что он не просто живет на Земле, а является составной частью природы.
Немаловажным было и то, что скауты включали в себя подростков абсолютно разных возрастных категорий и социальных классов. Это смывало границы неравенства среди детей. Популярность скаутов в Чехии была так высока, что в её рядах числились многие культурные и политические деятели, а самым известным среди них был Эдвард Бенеш — президент Чехословакии (1935—1947).
В 1938 году А. Свойсик посетил СССР для ознакомления с воспитанием советской молодежи, с новыми направлениями в советском юношеском спорте. Усталость, дорожный дискомфорт, непривычная еда и изнурительные тепловые перепады он перенёс тяжело и 2 августа 1938 г. вернулся домой. Через неделю слёг с лихорадкой, вызванной стрептококковой инфекцией, которая несмотря на экстренную медицинскую помощь привела к смерти. Три тысячи скаутов провожали своего начальника на Вышеградское кладбище.
Скаутское движение в Чехии носит имя «Юнак». На сегодняшний день количество отрядов в стране превышает 2 000, а это более 45 000 человек.

## Избранные труды
- Základy junáctví
- Umění pozorovati
- Táboření
- V přírodě

Почтовая марка Чехии, посвящённая А. Свойсику — основателю чехословацкой скаутской организации JUNAK

- Výchova občana republiky skautováním

## Память

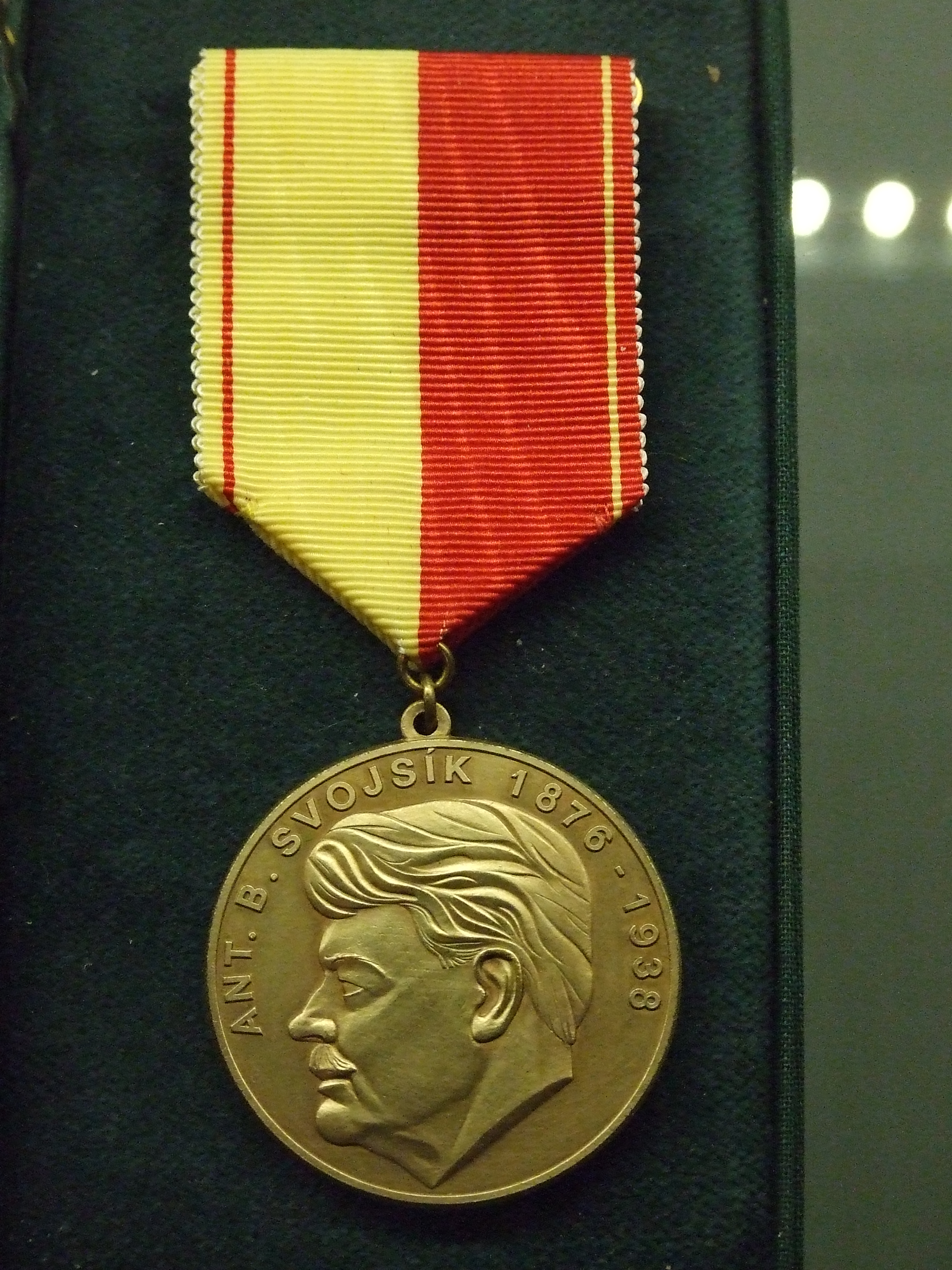
Медаль А. Свойсика

- В 1991 г. выпущена марка Чехии, посвящённая А. Свойсику — основателю чехословацкой скаутской организации JUNAK
- Выпущена юбилейная медаль, посвящённая А. Свойсику
- На его могиле на Вышеградском кладбище установлен памятник.
- В Праге на гимназии, где преподавал А. Свойсик установлена мемориальная доска.